# Tomosvaryella hortobagyiensis
Tomosvaryella hortobagyiensis is een vliegensoort uit de familie van de oogkopvliegen (Pipunculidae). De wetenschappelijke naam van de soort is voor het eerst geldig gepubliceerd in 2000 door Foldvari & De Meyer.